# Виде-Энтре-Виньяш
Виде-Энтре-Виньяш (порт. Vide Entre Vinhas) — район (фрегезия) в Португалии, входит в округ Гуарда. Является составной частью муниципалитета Селорику-да-Бейра. По старому административному делению входил в провинцию Бейра-Алта. Входит в экономико-статистический субрегион Бейра-Интериор-Норте, который входит в Центральный регион. Население составляет 195 человек на 2001 год. Занимает площадь 9,09 км².